# José Manuel Rey
José Manuel Rey Cortegoso (Caracas, 20 de mayo de 1975) es un exfutbolista y entrenador venezolano que jugaba como defensa. Su último equipo fue el ACD Lara de la Primera División de Venezuela. Fue internacional con la selección de fútbol de Venezuela, siendo el defensa con más partidos disputados para su país.

## Biografía

### Inicios
Su padre, le inculcó la afición por el fútbol enseñándole en el parque de su casa. Se fue especializando en las categorías del Colegio La Salle, su casa de estudios, donde se desempeñaba como delantero.
Al graduarse de bachiller, realiza un propedéutico para ingresar en la carrera de Ingeniería de sistemas en la Universidad Metropolitana, sin embargo los viajes internacionales por la Copa Libertadores le sumaron las inasistencias que causaban la reparación de sus materias. Debido a esto dejó la universidad y continuó sus estudios en el Centro Contable de Administración, el cual abandonó por las mismas razones.

### Trayectoria
Debutó en el año 1993 en el Estadio Rafael Calles Pinto con el Club Sport Marítimo en la derrota 2-1 contra Llaneros de Guanare, donde su entrenador Miguel Sabino lo ingresó al minuto 75. Tras esto se sumó a las filas del Deportivo La Coruña donde disputó 12 partidos con el filial durante la temporada 1994-1995.
Tras ello volvió a Venezuela incorporándose en las filas del Caracas Fútbol Club en el año 1995. En esta etapa surge el apodo de 'Tetero' puesto que tenía 18 años y ya lucía un porte extraordinario, a lo cual sus compañeros se burlaban diciéndole que lo alimentaron con tetero de mondongo. En tres temporadas con el conjunto capitalino alcanzó los campeonatos ligueros de 1996 y 1999.
En 1999 el 'Tetero' llega al Club Sport Emelec. Debutó el 12 de junio de 1999 en el Clásico del Astillero; marcó el único gol del cotejo con el Estadio Capwell a reventar. Durante el último semestre del año, fue titular habitual en compañía del capitán Augusto Poroso y su equipo finalizó tercero en el Campeonato Ecuatoriano de Fútbol 1999, adquiriendo un boleto a la Copa Libertadores 2000.
Después de una buena temporada en Ecuador, José Manuel Rey pisa por segunda vez suelo europeo al ser transferido al Dundee F.C. de la Primera División de Escocia, aquí también se consagra como titular y alcanza el séptimo puesto de la tabla.
Luego de dos temporadas fuera de Venezuela, José Manuel Rey vuelve a Caracas y gana dos estrellas más; en la temporada 2000-2001 y 2002-2003.
Nuevamente llega al Emelec, donde es titular y gana la Copa Asoguayas 2003. Su único gol durante su última etapa en Ecuador lo hizo en la Copa Libertadores 2003 ante River Plate.
Continúa su consagración como defensor central siendo fichado por el recién ascendido a la Segunda División de España, el Pontevedra Club de Fútbol. Disputó 21 partidos y anotó un gol de tiro libre en la victoria de visitante ante el Ciudad de Murcia. Rey y su equipo quedaron de último lugar en la temporada 2004/2005 descendiendo nuevamente a la tercera categoría. Rey no destacó como se esperaba y jugó menos de la mitad de los cotejos, por dicha razón, aunado al descenso, cambió de aires.
Tras dos años fuera de territorio nacional, se vuelve a enfundar la camisa del Caracas Fútbol Club, durante esta campaña disputa sin pena ni gloria la Copa Libertadores 2006 y nuevamente es campeón de la Liga Venezolana al haber ganado al Unión Atlético Maracaibo. Rey colaboró anotando el gol del partido de ida de la final que colocaba el empate a 1.
En el segundo semestre de 2006 firmó para el Atlético Nacional de Medellín, Colombia en donde lo acompañaba su compatriota Jorge 'Zurdo' Rojas, como lo hizo también en su segunda etapa en Emelec. Con el dorsal 20, anotó su primer gol con la camiseta verdolaga el 23 de septiembre contra el Atlético Bucaramanga a través de un tiro libre raso de largo distancia. Terminó de quinto en el Torneo Finalización 2006 y de segunda en el cuadrangular. A pesar de los tres goles y la titularidad, en diciembre el entrenador Oscar Quintabani dijo que no contaba con él para la siguiente campaña, por lo cual rescindió su contrato.
José Manuel Rey necesitaba sumar minutos para llegar a tono a la Copa América 2007 disputada en su país. Por ende vuelve al Caracas Fútbol Club donde cosechará triunfos importantes. Su equipo surge en Copa Libertadores 2007 a pesar de no poder jugar en su estadio por remodelación hacia la Copa América. En esta etapa vencen a River Plate en dos ocasiones. La primera vez en el Monumentalazo venciendo 0-1. La segunda en el Estadio General Santander de Cúcuta, que necesitaban vencerlos para clasificar. Culminó 3-1 en favor de los rojos y Rey abrió el marcador con un recordado gol de volea de larga distancia con la pierna zurda. Ya en octavos de final saldrían eliminados por el Santos. Rey abriría también el marcador en el partido de vuelta en el Estadio Urbano Caldeira con un tiro libre raso de larga distancia. El éxito no solo estaría presente en el campeonato internacional, en Venezuela se asirían con la novena estrella tras vencer en la final al Unión Atlético Maracaibo, razón por la cual parecía que cada vez que Rey jugaba con el Caracas saldrían victoriosos del torneo.
La gran temporada en suelo venezolano provocaría el fichaje del AEK Larnaca de Chipre, en donde anotó tres goles. Su equipo finalizó en la cuarta posición de la Primera División de Chipre.
Después de su última campaña en suelo europeo, Rey retorna a Caracas a vivir nuevas aventuras en el tramo internacional. Se suma a una de las mejores generaciones que ha tenido el Caracas, estando en compañía con el central uruguayo Deivis Barone. En el Torneo Apertura 2008 quedarían en la tercera posición. Pero el arranque del segundo semestre se le añadiría la Copa Libertadores 2009 de la cual quedan de primeros en la fase de grupos, anotando Rey el gol del empate de la consecutiva victoria 3-1 ante Lanús. Después, en octavos de final contra Deportivo Cuenca, José Manuel anotaría el cuarto gol en el partido de vuelta celebrado en el Estadio Olímpico de la UCV para sentenciar aún más la eliminatoria. Su equipo sale eliminado en cuartos de final por el Grêmio. La travesía continuaba en el campeonato local; Rey anotaría 5 goles en el Torneo Clausura 2009, la misma cantidad que en el Apertura. Sus contribuciones ayudaron al Caracas a salir victorioso del Clausura, lo cual le daba boleto a la final contra Deportivo Italia. Colocándole la guinda al pastel venciéndola con un global de 1-6 donde Rey marcaría el quinto y último tanto del partido vuelta mediante un tiro libre desde el flanco izquierdo de gran precisión. Su liderazgo y los 11 goles que hizo durante la temporada, le valieron para otorgarle el premio de mejor jugador destacado.
La venta de Colo-Colo de Gonzalo Jara al West Bromwich Albion y la lesión de Luis Mena, provocó la urgida cesión de José Manuel Rey al conjunto chileno a un contrato por seis meses, con opción a prolongación en caso de clasificar a la Copa Libertadores. Debutó el 20 de septiembre de 2009 en el empate 1-1 ante Deportes Iquique. Tras ello tuvo una actuación correcta con el conjunto colo-colino, disputando todos los minutos de los partidos que participó. En total sumó 14 cotejos ligueros. José Manuel Rey logró su primer título internacional el 9 de diciembre de 2009 en la final de vuelta contra Universidad Católica en la victoria 2-4, la cual Rey participó durante todo el encuentro. A pesar de ganarse el cariño del público y de la obtención del campeonato, el entrenador Hugo Tocalli no quiso renovarle el contrato puesto que quería usar el cupo extranjero en otra opción, de lo cual Rey mostró su descontento.
El Caracas recibe con brazos abiertos a José Manuel Rey para afrontar otra Copa Libertadores y el Torneo Clausura. Sin embargo, no sería el mejor semestre en el punto individual gracias a una lesión sufrida el 24 de febrero de 2010 en la quinta jornada del campeonato venezolano, donde se sintió de una distensión del ligamento colateral medial de la rodilla derecha. Esto solo le permitió disputar un partido internacional, la derrota como visitante ante Universidad de Chile uno por cero. En abril recayó de la lesión durante un entrenamiento, perdiéndose así el resto de la temporada y la obtención del campeonato liguero en una recordada final ante su acérrimo rival, Deportivo Táchira. Después de 7 meses fuera de las canchas, el 'Tetero' vuelve el 7 de octubre de 2010 en el partido de vuelta de octavos de final de la Copa Venezuela 2010 ante el Monagas Sport Club, que les dio el pase a la siguiente ronda; en el final del mismo tuvo un encuentro fortuito con un delantero, que le produjo un esguince en el tobillo que lo dejaba como baja por tres semanas más. Regresa definitivamente el 4 de noviembre en la derrota contra Aragua Fútbol Club y participa en tres partidos más, entre estos, uno con bastante contenido mediático como contra el equipo de su exentrenador, Noel Sanvicente, el Real Esppor Club. El 9 de diciembre de 2010, José Manuel Rey sale por la puerta de atrás de su principal equipo, al ser informado que no será tomado en cuenta dado el nuevo proyecto de relevo generacional. Con esto salieron otros baluartes como José Vera y Darío Figueroa.En 2015 se convierte en el nuevo asistente técnico del seleccionador noel sanvicente.

## Selección nacional

### Partidos internacionales
| Competición              | Partidos | Goles |
| ------------------------ | -------- | ----- |
| Copa América             | 17       | 17    |
| Eliminatorias al Mundial | 41       | 42    |
| Amistosos                | 55       | 55    |
| Total                    | 113      | 114   |

## Clubes
| Club                   | País      | Año       | Juegos | Goles |
| ---------------------- | --------- | --------- | ------ | ----- |
| Marítimo               | Venezuela | 1994-1995 | 1      | 0     |
| Deportivo de La Coruña | España    | 1995-1996 | 12     | 3     |
| Caracas FC             | Venezuela | 1996-1999 | 4      | 1     |
| Emelec                 | Ecuador   | 1999      | 24     | 2     |
| Dundee F.C.            | Escocia   | 1999-2000 | 35     | 4     |
| Caracas FC             | Venezuela | 2000-2003 | 26     | 7     |
| Emelec                 | Ecuador   | 2003-2004 | 30     | 1     |
| Pontevedra CF          | España    | 2004-2005 | 21     | 1     |
| Caracas FC             | Venezuela | 2005-2006 | 29     | 3     |
| Atlético Nacional      | Colombia  | 2006      | 16     | 3     |
| Caracas FC             | Venezuela | 2006-2007 | 36     | 13    |
| AEK Larnaca            | Chipre    | 2007-2008 | 20     | 3     |
| Caracas FC             | Venezuela | 2008-2009 | 42     | 18    |
| Colo-Colo              | Chile     | 2009      | 14     | 1     |
| Caracas FC             | Venezuela | 2010      | 18     | 0     |
| Mineros de Guayana     | Venezuela | 2011      | 12     | 1     |
| ACD Lara               | Venezuela | 2011-2015 | 109    | 7     |

### Competiciones
| Competición                   | PJ  | Goles |
| ----------------------------- | --- | ----- |
| Primera División de Venezuela |     | 20    |
| Primera División de Chile     | 5   | 0     |
| Primera División de Ecuador   | 54  | 3     |
| Copa Venezuela                | 4   |       |
| Copa Libertadores             | 9   | 4     |
| Primera A                     | 19  | 3     |
| Selección Nacional            | 116 | 11    |
| Total en su Carrera           | 141 | 38    |

## Palmarés

### Campeonatos nacionales
| Título           | Club      | País      | Año       |
| ---------------- | --------- | --------- | --------- |
| Clausura 1997    | Caracas   | Venezuela | 1997      |
| Primera División | Caracas   | Venezuela | 1996-1997 |
| Apertura 2003    | Caracas   | Venezuela | 2003      |
| Clausura 2004    | Caracas   | Venezuela | 2004      |
| Primera División | Caracas   | Venezuela | 2003-2004 |
| Clausura 2007    | Caracas   | Venezuela | 2007      |
| Primera División | Caracas   | Venezuela | 2006-2007 |
| Clausura 2009    | Caracas   | Venezuela | 2009      |
| Primera División | Caracas   | Venezuela | 2008-2009 |
| Primera División | Colo-Colo | Chile     | 2009      |
| Clausura 2009    | Caracas   | Venezuela | 2009      |
| Primera División | Caracas   | Venezuela | 2009-2010 |
| Apertura 2011    | ACD Lara  | Venezuela | 2011      |
| Clausura 2012    | ACD Lara  | Venezuela | 2012      |
| Primera División | ACD Lara  | Venezuela | 2011-2012 |